# Gula Mons
Gula Mons est un volcan bouclier situé sur la planète Vénus par 21,9° N et 359,1° E, dans l'ouest d'Eistla Regio. Il se trouve donc au sud de Sedna Planitia, à l'ouest de Bereghinya Planitia et à l'est de Guinevere Planitia. Il est voisin de Sif Mons, un peu plus petit et situé plus à l'ouest vers l'extrémité occidentale d'Eistla Regio.

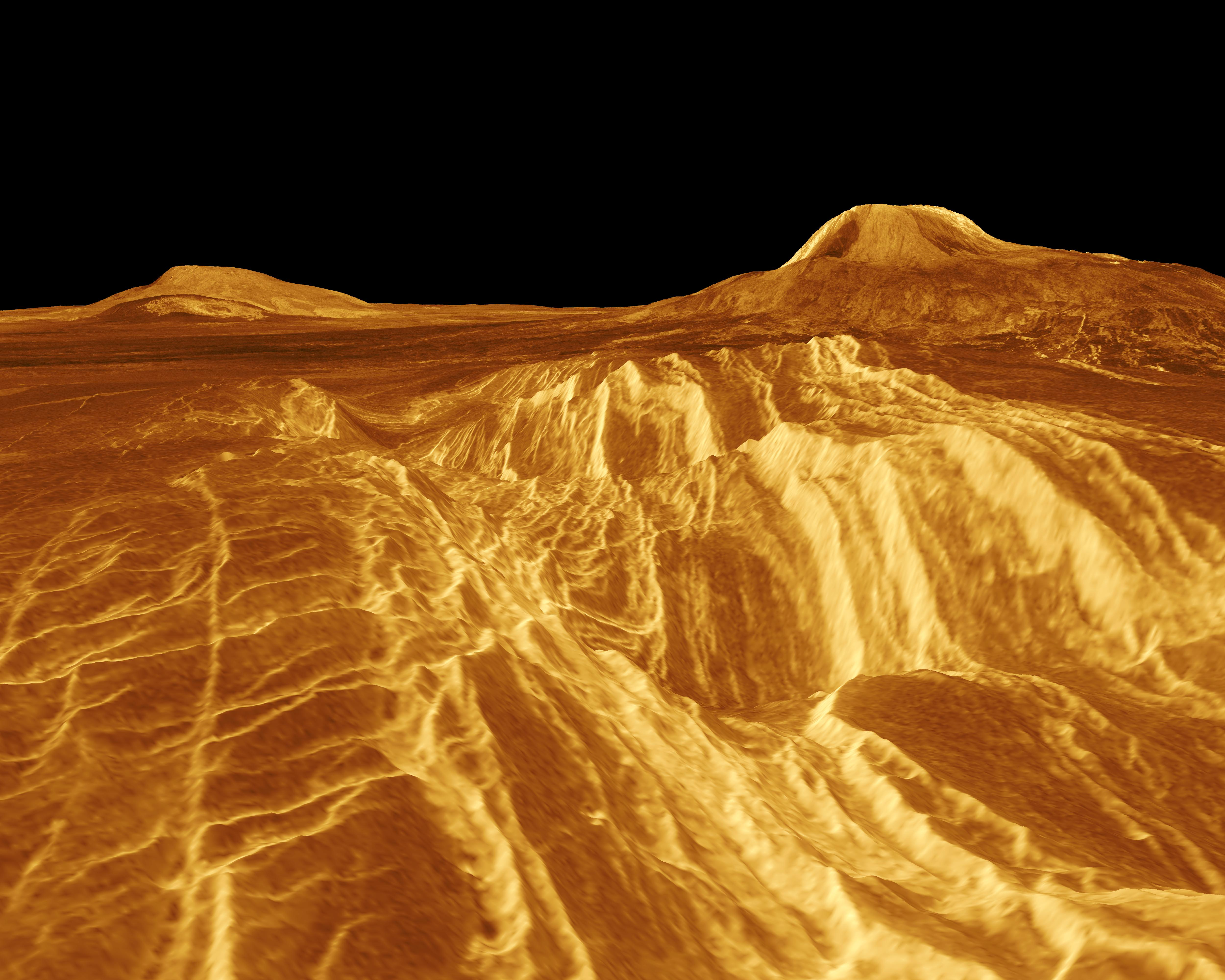
Simulation 3D d'Eistla Regio occidentale depuis un point fictif situé au sud-est : Sif Mons apparaît à gauche à l'horizon, et Gula Mons se détache à droite.